# 1570 Brunonia
1570 Brunonia је астероид главног астероидног појаса чија средња удаљеност од Сунца износи 2,843 астрономских јединица (АЈ).
Апсолутна магнитуда астероида је 12,4.